# Garry Roque
Garry Roque (* 14. April 1960 in Paget Parish, Bermuda) ist ein kanadischer Vielseitigkeitsreiter.

## Karriere
Im Alter von acht Jahren begann Roque den Reitsport; mit neun Jahren hatte Garry Roque sein erstes Pferd, ein American Quarter Horse namens Blue Boy.
Roques größter Erfolg war die Teilnahme an den Olympischen Sommerspielen 2004 in Athen mit seinem Pferd Waikura. Er ging sowohl in der Einzel-, als auch in der Teamwertung im Vielseitigkeitsreiten an den Start. In der Einzelwertung belegte er Platz 55, mit der kanadischen Reitmannschaft kam er mit 124 Fehlerpunkten auf den zwölften Rang. Neben Roque gehörten dabei Mike Winter, Bruce Mandeville, Hawley Bennett-Awad und Ian Roberts der Mannschaft an.
Heute lebt Roque in Caledon in Ontario.

## Pferde (Auszug)
ehemalige Turnierpferde:
- Waikura (* 1991), brauner Wallach, Besitzer: Garry Roque + Gustav-Axel Quast

## Erfolge

### Championate und Weltcup
- Olympische Spiele
  - 2004, Athen: mit Waikura 12. Platz mit der Mannschaft